# Her Final Reckoning
Her Final Reckoning er en amerikansk stumfilm fra 1918 af Émile Chautard.

## Medvirkende
- Pauline Frederick som Marsa
- John Miltern som Zilah
- Robert Cain som Menko
- Warren Cook som Varhely
- Joseph W. Smiley som Forg